# Courtney Hunt
Courtney Hunt, född 1964 i Memphis i Tennessee, är en amerikansk regissör och manusförfattare.
Hunt är mest känd för sin debutfilm Frozen River (2008) som till stor del utspelar sig på ett indianreservat och kretsar kring två kvinnor som smugglar människor över gränsen från USA till Kanada. Hunt nominerades till en Oscar i kategorin Bästa originalmanus 2009 för filmen. Frozen River vann även stora jurypriset vid Sundance Film Festival och Bronshästen för bästa film vid Stockholms filmfestival. Hunt har även regisserat avsnitt av TV-serierna In Treatment och Law and Order: Special Victims Unit.
Hon regisserade långfilmen The Whole Truth (2016).